# Живой (фильм, 2020)
«Живой» (кор. #살아있다) — южнокорейский фильм ужасов о зомби 2020 года режиссёра Чо Иль Хёна. Он основан на сценарии 2019 года «Один» Мэтта Нейлора (по этому же сценарию снят фильм «Дом Z»), который вместе с Чо адаптировал его. Фильм вращается вокруг борьбы за выживание стримера видеоигр (Ю А Ин), который вынужден оставаться один в своей квартире в Сеуле во время зомби-апокалипсиса. Премьера состоялась в Южной Корее 24 июня 2020 года и во всём мире на Netflix 8 сентября 2020 года. Фильм получил в целом положительные отзывы критиков.

## Сюжет
Молодой парень О Джон У собирался провести очередной день как обычно — за видеоиграми, но внезапно в Сеуле происходит вспышка зомбивирусной инфекции. Пока эпидемия набирает обороты, и соседи по небольшому жилому комплексу мечутся в панике, распространяя заразу, парень успевает забаррикадироваться у себя в квартире. Через некоторое время Джон У замечает, что в доме напротив, так же как и он, прячется девушка.

## В ролях
- Ю А Ин в роли О Джун У, геймера, который изо всех сил пытается выжить после вспышки зомби вируса. Он чуть не повесился, услышав, что его семью убили зомби, но находит новую надежду, узнав, что есть ещё одна выжившая в такой же ситуации по имени Ю Бин.
- Пак Синхе в роли Ким Ю Бин, загадочной женщины, которая помогает Джун У выжить. Она часто убивает зомби, которые вторгаются в её дом, используя свой ручной топор и дверь-ловушку.
- Ли Хён Ук в роли Ли Сан Чуля, инфицированного арендатора, которого впускает Джун У.
- О Хе Вон в роли женщины-полицейского, убитой заражённым.
- Чин Сэ Ён в роли Елены Ким
- Чон Бэ Су в роли человека в маске, который спасает Джун У и Ю Бин, но хочет скормить их своей зомбированной жене.
- Ли Чхэ Гён в роли зомбированной жены человека в маске

## Производство

### Разработка
«#живой» — зомби-триллер, созданный по оригинальному сценарию «Один» голливудского сценариста Мэтта Нейлора. Режиссёр Чо Иль Хён и Нейлор вместе адаптировали сценарий для корейского рынка. В 2019 году к производству присоединились ZIP Cinema и американская компания Perspective Pictures, а Lotte Entertainment занималась распространением.

### Кастинг
11 июля 2019 года к актёрскому составу присоединились Ю А Ин и Пак Синхе, а 16 сентября — Ли Хён Ук. Ознакомление со сценарием произошло 27 сентября.

### Съёмки
Основные съёмки начались 1 октября 2019 года и проходили в Кунсане. Завершились — 12 декабря этого же года.

### Музыка
Полная музыкальная партитура была написана Ким Тхэ Соном, которую он аранжировал вместе с Чхве Чон Ином, Шин Хён Пилем, Пак Сан У и Ю Че Ёном.